# Палаццо Фава
Палаццо Фава, или Палаццо Фава-Гизильери (итал. Palazzo Fava, Palazzo Fava-Ghisilieri)— палаццо (дворец), историческое здание в центре Болоньи (Эмилия-Романья) на улице Виа Манцони. Наиболее примечательно тремя залами фресок со сценами из жизни Ясона, Медеи, Европы и Энея работы живописцев болонской школы, братьев Аннибале, Агостино и Лодовико Карраччи. В настоящее время в палаццо проходят временные художественные выставки и располагается литературное кафе «Letterario Carracci Fava».

## История
Дворец был уже старым, когда его в 1546 году приобрели члены семьи Фава. Дом был перестроен в эпоху Возрождения. Филиппо Фава, получив приданое после женитьбы на знатной невесте Джиневре Орси, провёл значительные реставрационные работы. Впоследствии были и другие переделки по воле графа Карло Фава, но при этом была утрачена часть росписей. В тот же период были проведены археологические раскопки, в ходе которых были обнаружены две древнеримские мраморные колонны, расположенные у входа в здание. После того как ветвь Фава-Гизильери угасла, здание перешло к семье Медика. Затем здание стало резиденцией Института культурного и природного наследия Эмилии-Романьи (Istituto dei Beni Culturali e Naturali dell’Emilia Romagna), а некоторые комнаты, в том числе те, в которых имелись сохранившиеся фрески с мифом о Европе, стали собственностью Отеля (Grand Hotel Majestic). В 2005 году здание было приобретено фондом «Cassa di Risparmio» в Болонье с намерением отремонтировать и создать выставочное здание для города. Последняя реставрация дворца проводилась в 2011 году.

## История фресок
Согласно источникам и, в частности, книге Карло Чезаре Мальвазиа «Фельсина-художница: Жизнеописания болонских живописцев» (Lа Felsina Pittrice: Vite e ritratti de’ pittori Bolognesi, 1677—1678), работа по росписи палаццо Фава была поручена трём братьям Карраччи благодаря посредничеству отца Аннибале и Агостино, который был доверенным лицом Филиппо Фава, владельца дома.
В Палаццо Фава Карраччи вместе с болонским живописцем Франческо Альбани украсили две комнаты, изображающие «Историю Юпитера и Европы» в одной и «Историю Ясона и Медеи» в другой. Несмотря на усилия специалистов, различить работу каждого из художников в этом проекте затруднительно. Росписи, несмотря на некоторую вторичность и подражательность искусству Рафаэля и Корреджо, являются значительным произведением болонского академизма.
- Палаццо Фава. Выставочное пространство с фресками Карраччи в Зале Энея
- Зал Энея. Выставка из фондов Музея средневековья Болоньи (Museo civico medievale)
- Аннибале и Лодовико Карраччи. История Ясона и Медеи. Деталь фриза. Фреска. 1584
- История Энея. Деталь фрески
- Прибытие Улисса. Деталь фрески